# Kostel Všech svatých (Poleň)
Kostel Všech svatých je umístěn do středu vsi Poleň. Necelých 10 m od této stavby, stojí zřícenina kostela sv. Markéty, jehož stavba zřejmě započala až po dostavbě kostela Všech svatých, tj. na konci 1. poloviny 14. století. První písemná zmínka o vsi Poleň pochází z listiny kladrubského benediktinského kláštera vydané roku 1245, kde se v roli svědka zmiňuje Blažej z Poleně. V roce 1439 byla ves Poleň povýšena na městečko a od 1. poloviny 15. století nese ve svém erbu bílého koně v červeném poli.

## Stavební fáze

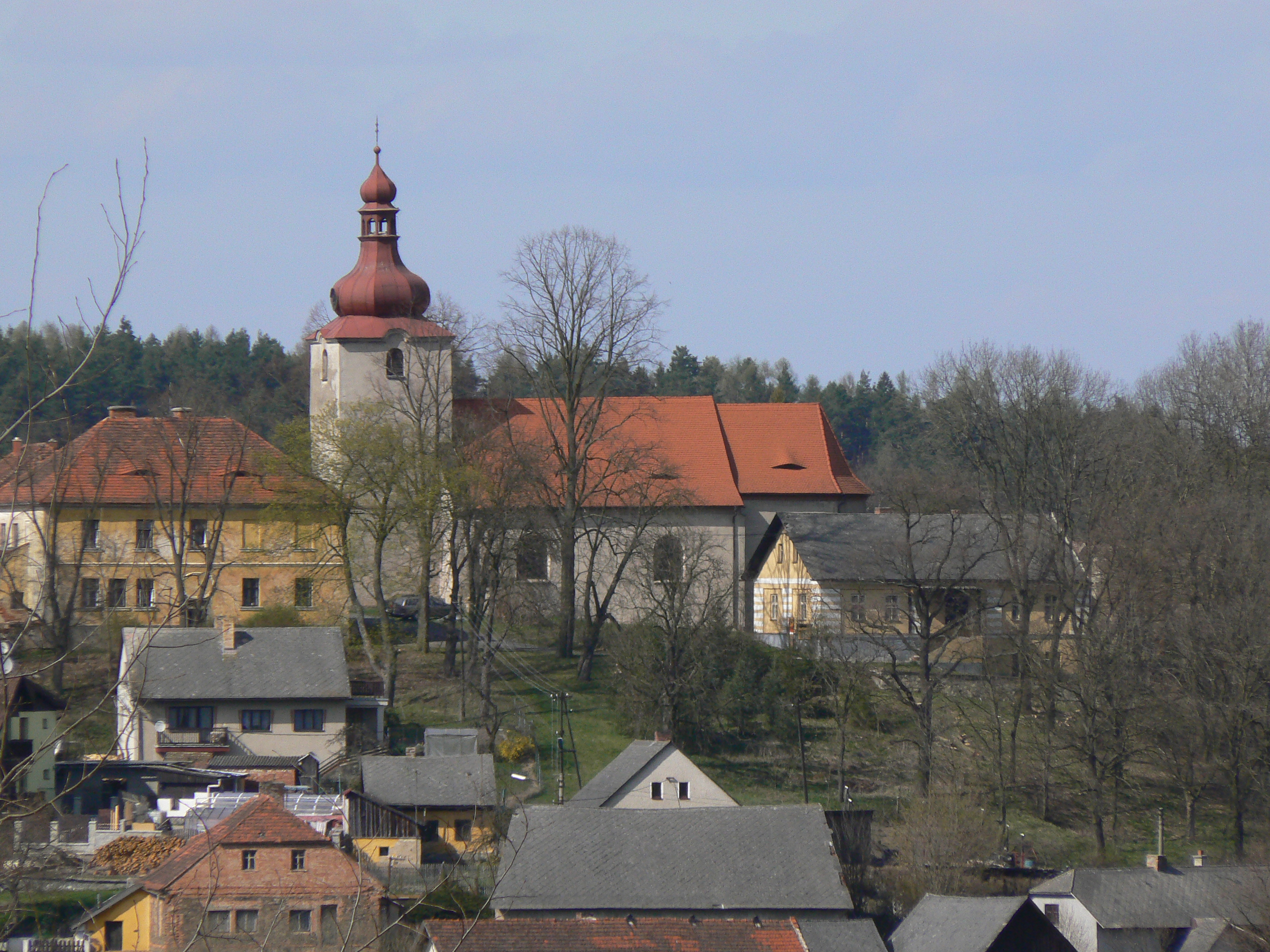
Pohled na kostel

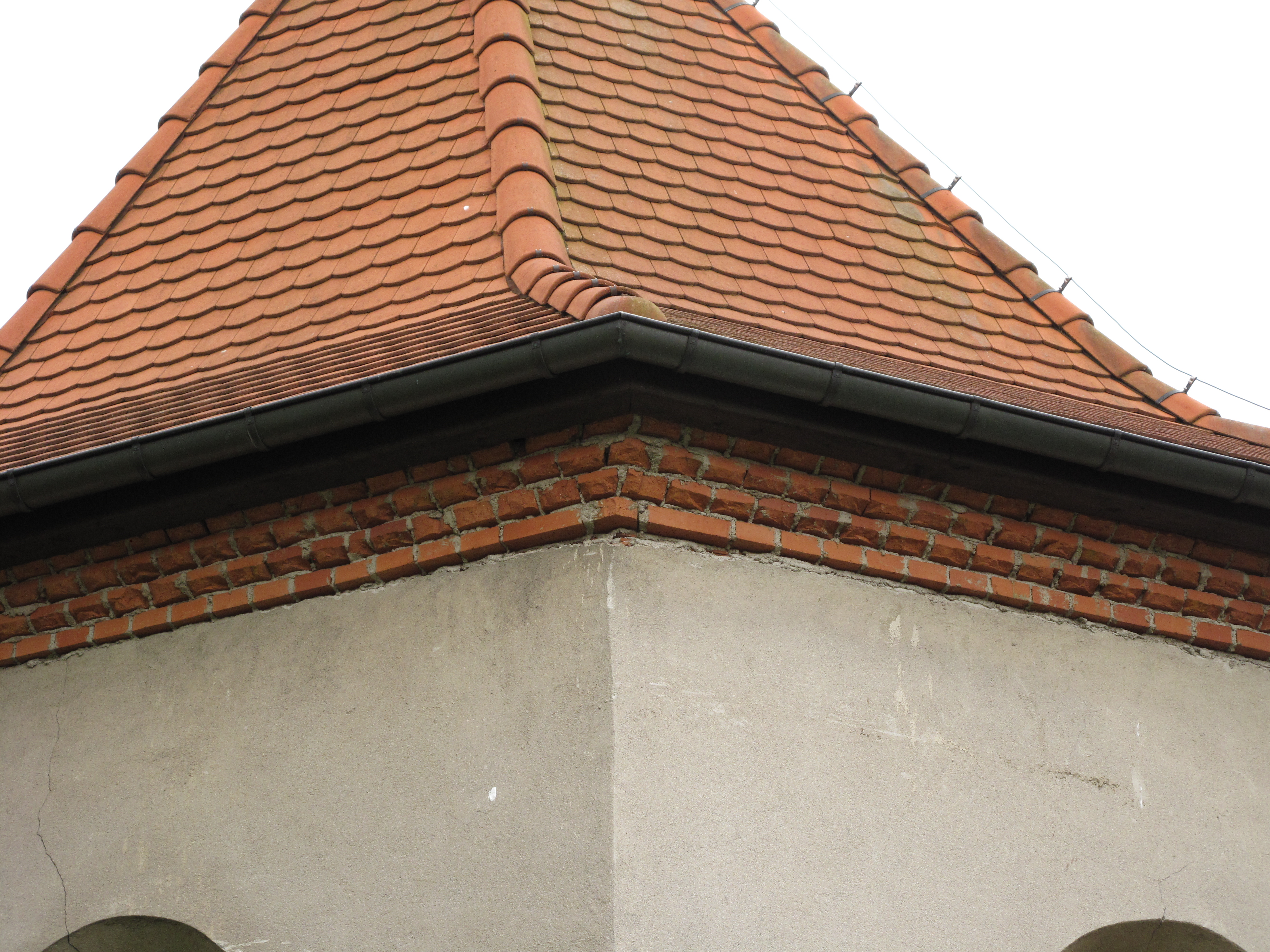
Detail střechy kostela

Gotický kostel Všech svatých (s původním zasvěcením Panně Marii) byl vybudován na začátku 14. století. Do tohoto období spadá stavba zdiva lodi, presbytáře s klenbou, vítězného oblouku, vstupního portálu na severní straně a možná také oba štíty lodě. Věž a předsíň byly přistaveny v 16. století. Stavba kostela Všech svatých prošla barokní přestavbou v roce 1739 poté, co zde zřejmě vypukl požár a kostel poničil.

## Stavební podoba
Kostel Všech svatých v Poleni má podobu jednolodní stavby s obdélným půdorysem lodi, na západní průčelí je připojena věž s cibulovou bání. Do hlavní lodi, která je plochostropá, se vstupuje portálem ze severu. Tento vstupní portál, s volnou kružbou ve svém vrcholu, je zakončen lomeným obloukem a ostěním s bohatou lineární profilací, obsahující jemné výžlabky a pruty hruškového profilu (tzv. hruškovec). Na východní straně se skrze průchod s renesančním štítem, který byl původně zdoben sgrafitovou výzdobou, vchází do předsíně. Chór je od lodi oddělen vítězným obloukem, sklenut jedním polem křížové klenby s připojeným dalším polem šesti paprsčité klenby a zakončen pětibokým závěrem. U chóru se po severní straně nachází sakristie obdélného půdorysu, která je klenuta jedním polem křížové žebrové klenby.